# Fernando Guzmán

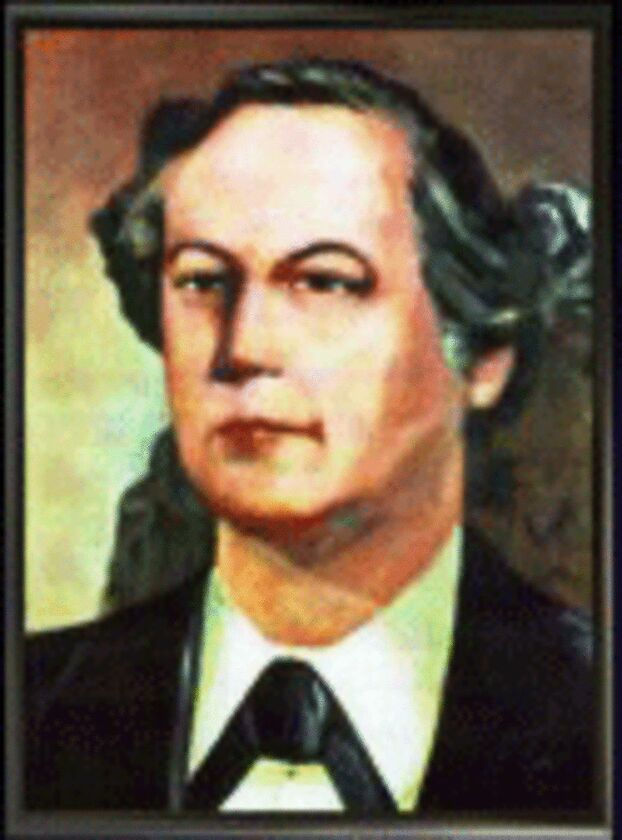
Fernando Guzmán Solórzano (2022)

Fernando Guzmán Solórzano (* 30. Mai 1812 in Tipitapa, Nicaragua; † 19. Oktober 1895 in Granada, Nicaragua) war ein nicaraguanischer Politiker der konservativen Partei und von 1867 bis 1871 Präsident des Landes.

## Leben
In einer Zeit erheblicher innenpolitischer Spannungen gelang es ihm die politische und soziale Stabilität des Landes zu erhalten. Die Pressefreiheit wurde dabei strikt aufrechterhalten. Zu den erwähnenswerten Entwicklungen während seiner Regierungszeit gehören: Dampfschifffahrt auf dem Nicaragua-See und dem Río San Juan und ein Freundschaftsabkommen mit den USA über Handel und Schifffahrt. Er weitete außerdem den Anbau von Zuckerrohr und die Produktion von Raffineriezucker aus.